# Przepuklina pępkowa
Przepuklina pępkowa to przypadłość polegająca na uszkodzeniu ściany jamy brzusznej za pępkiem. Może powodować wybrzuszenie pępka na zewnątrz, składające się z tłuszczu brzusznego z sieci większej lub rzadziej z części jelita cienkiego. Wybrzuszenie często można wcisnąć z powrotem przez pępek. Przepuklina ta może wypaść podczas kaszlu lub zwiększenia ciśnienia w jamie brzusznej w inny sposób. Leczenie ma charakter chirurgiczny, a operację można przeprowadzić zarówno ze względów kosmetycznych, jak i zdrowotnych.

## Symptomy i objawy

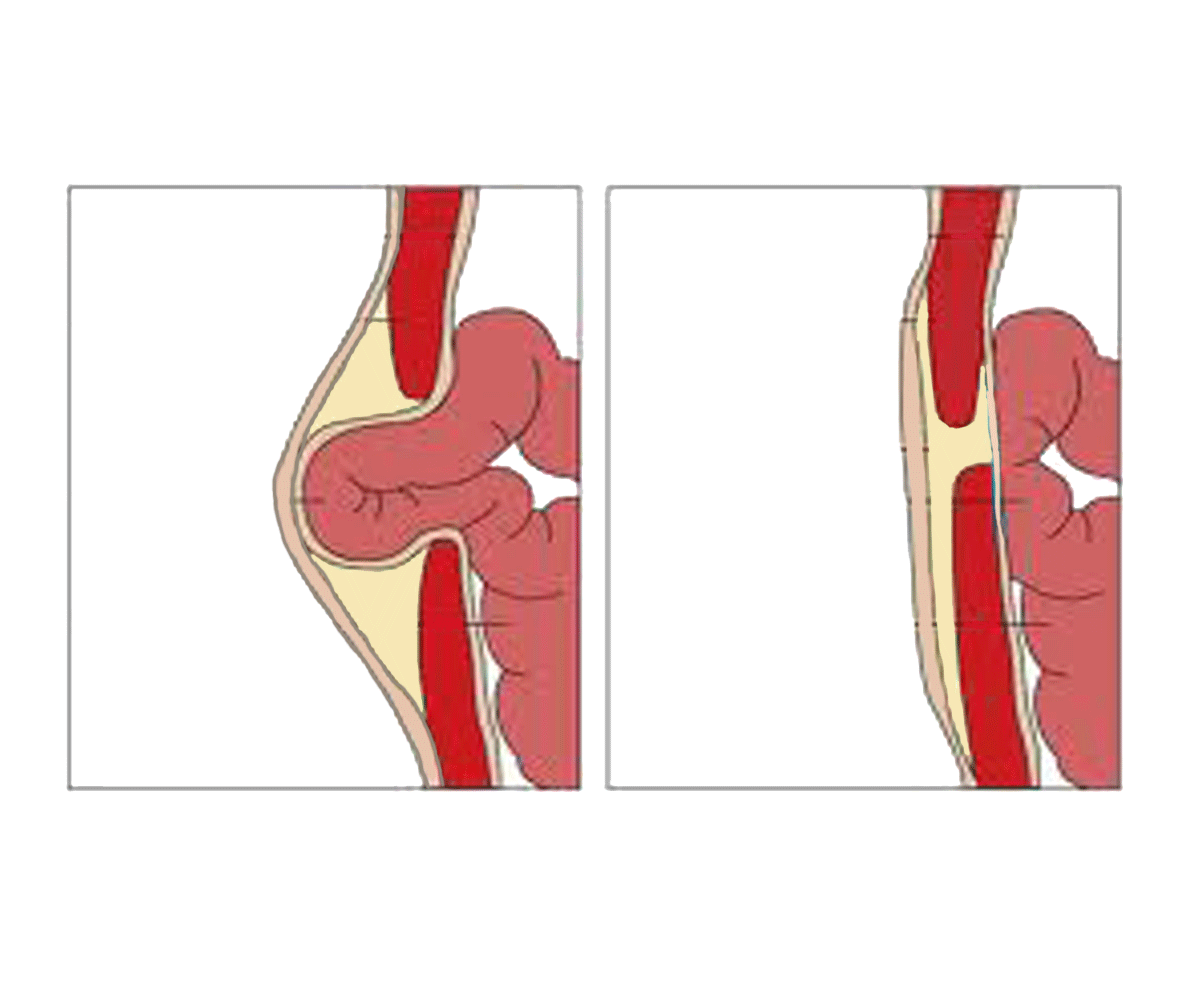
W cięższych przypadkach przepukliny pępkowej jelito cienkie może wystawać przez otwór. W rzadkich przypadkach może powodować to niedokrwienie oraz martwicę jelita i potencjalne zagrożenie życia. Wybrzuszenie jest często spowodowane przez tłuszcz lub części sieci większej.

U noworodków przepuklina występuje w miejscu pępka. Chociaż przepukliny te czasami są dość duże, zwykle ustępują bez leczenia w wieku około 2–3 lat.  Niedrożność i odcięcie dopływu krwi do przepukliny jest rzadkie, ponieważ podstawowy defekt w ścianie jamy brzusznej jest większy niż w przypadku przepukliny pachwinowej u noworodka. Rozmiar podstawy przepukliny jest odwrotnie skorelowany z ryzykiem odcięcia dopływu krwi (tj. wąska podstawa jest bardziej podatna na odcięcie dopływu krwi).
Niemowlęta są podatne na tę przypadłość ze względu na proces zachodzący podczas okresu prenatalnego, podczas którego narządy jamy brzusznej tworzą się poza jamą brzuszną, a następnie powracają do niej przez otwór, który staje się później pępkiem. 
Przepukliny mogą przebiegać bezobjawowo i objawiać się jedynie jako wypukłość pępka. Jednak, gdy kurcząca się ściana jamy brzusznej powoduje ucisk na zawartość przepukliny, może prowadzić to do bólu brzucha lub dyskomfortu. Objawy te mogą ulec pogorszeniu w wyniku ruchu i wysiłku fizycznego pacjenta.

## Przyczyny
Przyczynami przepukliny pępkowej najczęściej są wady wrodzone i nabyte. Rzadziej źródłem może okazać się przepuklina okołopępkowa.

### Wrodzona przepuklina pępkowa
Wrodzona przepuklina pępkowa jest wrodzoną wadą rozwojową pępka. Wśród dorosłych występuje trzy razy częściej u kobiet niż u mężczyzn, lecz wśród dzieci odsetek ten jest prawie równy.  Stwierdzono również, że występuje częściej u dzieci pochodzenia afrykańskiego.   

### Nabyta przepuklina pępkowa
Nabyta przepuklina pępkowa jest bezpośrednio następstwem zwiększonego ciśnienia w jamie brzusznej. Jest to spowodowane najczęściej otyłością, podnoszeniem ciężkich przedmiotów, długotrwałym kaszlem lub ciążami mnogimi. Innym rodzajem nabytych przepuklin pępkowych są przepukliny rozetne, czyli przepukliny rozwijające się w bliźnie po operacjach jamy brzusznej, np. po wprowadzeniu przez pępek trokarów laparoskopowych.

## Diagnoza
Pępki z czubkiem pępowiny wystającym poza skórę pępkową często mylone są z przepukliną pępkową, która ma zupełnie inny kształt. Leczenie ich w celach kosmetycznych nie jest konieczne, chyba że istnieją problemy zdrowotne, takie jak ból, dyskomfort lub uwięzienie treści przepukliny. Uwięzienie oznacza niemożność wprowadzenia przepukliny z powrotem do jamy brzusznej. Długotrwałe uwięzienie może prowadzić do niedokrwienia tkanki (odcięcia dopływu krwi), jeśli nie jest leczone.

Przepukliny pępkowe występują dość często, lecz czasami są mylone z pępkami, które są naturalnie wypukłe. W badaniu z udziałem Afrykanów uwypuklone pępki występowały u 92% dzieci, u 49% dorosłych i u 90% kobiet w ciąży. Jednak znacznie mniejsza liczba faktycznie miała przepukliny pępkowe: tylko 23% dzieci, 8% dorosłych i 15% kobiet w ciąży.

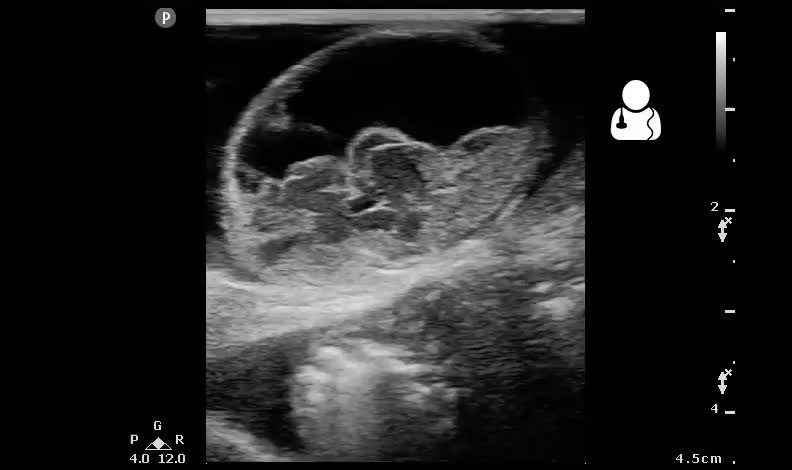
USG pokazujące zablokowaną przepuklinę pępkową

W przypadku małych otworów (mniejszych niż 2 cm), 90% z nich zamyka się w ciągu 3 lat (niektóre źródła podają 85% wszystkich przepuklin pępkowych, niezależnie od wielkości). Jeśli te przepukliny są bezobjawowe, można je zredukować i nie powiększają się, nie jest konieczna żadna operacja (w innych przypadkach należy ją rozważyć).

## Leczenie

### Dzieci
W niektórych społecznościach matki rutynowo wpychają małe wybrzuszenie z powrotem do jamy brzusznej i przyklejają monetę do wyczuwalnego otworu przepuklinowego, aż do momentu całkowitego zniknięcia wypukłości. Praktyka ta nie jest zalecana z medycznego punktu widzenia, ponieważ istnieje niewielkie ryzyko uwięzienia pętli jelitowej pod częścią monety, co może spowodować niedokrwienie jelita na małym obszarze. Pod taśmą mogą też gromadzić się zarazki, powodujące infekcje. Stosowanie bandaży lub innych artykułów w celu ciągłego zmniejszania przepukliny nie jest również poparte dowodami naukowymi. 
Przepuklinę pępkową można zniwelować na dwa różne sposoby;  poprzez zszycie ścian brzucha lub umieszczenie siatki nad przepukliną i zszycie jej ze ścianami brzucha. Drugi sposób charakteryzuje się większą wytrzymałością i jest powszechnie stosowany w przypadku poważniejszych wad ściany brzucha. Większość chirurgów nie prowadzi operacji zniwelowania przepukliny u dzieci młodszych niż 5-6 lat. Większość przepuklin pępkowych u niemowląt i dzieci usuwa się samoistnie i rzadko powoduje powikłania w postaci zablokowania treści żołądkowo-jelitowej.
Wielkość wybrzuszenia różni się w zależności od dziecka. W niektórych przypadkach może to być tylko niewielkie zgrubienie; w innych może to być duża, zaokrąglona wypukłość, który wybrzusza się, gdy dziecko płacze. Może być ledwo widoczna, gdy dziecko jest spokojne lub śpi. 
Zwykle mięśnie brzucha zbiegają się i łączą w pępku na etapie formowania, jednak w niektórych przypadkach pozostaje szczelina, w której mięśnie nie zamykają się. Przez tę szczelinę mogą przemieścić się jelita i wybrzuszyć się pod skórą, powodując przepuklinę pępkową. Wybrzuszenie wraz z zawartością można łatwo wepchnąć i zredukować je do jamy brzusznej. 
W odróżnieniu od przepukliny pachwinowej ryzyko powikłań jest bardzo niskie, ponadto szczelina w mięśniach zazwyczaj z czasem się zamyka, przez co przepuklina samoistnie zanika. Leczenie tej przypadłości jest zasadniczo zachowawcze: obserwacja oraz sprawdzanie, czy przepuklina samoistnie zaniknie. Operacja przypadłości jest wymagana tylko wtedy, gdy przepuklina utrzymuje się po ukończeniu 3. roku życia lub jeśli u dziecka wystąpiły epizody powikłań, takie jak niedrożność jelit, wzdęcie brzucha z wymiotami lub zaczerwieniona, błyszcząca i bolesna skóra w miejscu wybrzuszenia. Operację zawsze przeprowadza się w znieczuleniu. Określa się ubytek mięśni, a brzegi mięśni łączy się szwami w celu zamknięcia ubytku. Zwykle dziecko musi pozostać w szpitalu 1 dzień , a całkowite zagojenie następuje w ciągu 8 dni.
Czasami w zagłębieniu pępka może pojawić się czerwony obrzęk, który utrzymuje się po odpadnięciu pępowiny. Może także krwawić przy dotyku lub plamić ubrania, które mają z nim kontakt. Należy skonsultować to z pediatrą. Najprawdopodobniej jest to polip pępkowy. Jego leczenie polega na podwiązaniu polipa u nasady szwem, tak aby odpadł. Alternatywnie może to być ziarniniak pępkowy, który dobrze reaguje na miejscowe zastosowanie suchej soli lub azotanu srebra. Jego zagojenie i wyschnięcie może zająć kilka tygodni.

### Dorośli
Wiele przepuklin nie powoduje żadnych problemów i nie wymaga leczenia. Z uwagi na fakt, iż przepuklina pępkowa nie ustępuje samoistnie oraz ryzyko powikłań wraz z wiekiem jest większe, zwykle zalecane jest jej leczenie operacyjne.
Zwykle w przepuklinie znajduje się jelito, tłuszcz brzuszny lub sieć większa, czyli tkanka, która normalnie znajdowałaby się w jamie brzusznej. W niektórych przypadkach te tkanki zostają uwięzione w worku przepuklinowym, na zewnątrz ściany jamy brzusznej. Przepływ krwi do uwięzionej tkanki może zostać zakłócony, a w niektórych przypadkach zawartość może nawet zostać zupełnie od niego odcięta. W zależności od ciężkości i czasu trwania zaburzenia przepływu krwi, może to powodować ból oraz dyskomfort. Zwykle sytuacja ustępuje samoistnie, kiedy wysunięte tkanki powracają do jamy brzusznej. W przypadku powikłań musi to zrobić lekarz na OIOM-ie.
Zablokowanie się zawartości przepukliny w połączeniu z silnym bólem, niemożnością wypróżniania się lub oddawania gazów, obrzękiem, gorączką, nudnościami lub zaczerwienieniem okolicy wybrzuszenia może być oznaką długotrwałej blokady lub zaburzenia przepływu krwi przez zawartość przepukliny. W takim przypadku często wymagana jest pilna operacja, ponieważ przedłużające się zaburzenia przepływu krwi zagrażają pracy narządów.
Jeśli przepukliny dają niepożądane objawy i zakłócają codzienne życie lub zagrażają zablokowaniem treści żołądkowo-jelitowej, można rozważyć zapobiegawcze leczenie chirurgiczne. Operację przeprowadza się w znieczuleniu. W jej czasie chirurg identyfikuje brzegi ubytku i łączy je ze sobą za pomocą szwu lub siatki. Niewielkie przepukliny pępkowe często można skutecznie naprawić za pomocą szwów, podczas gdy większe przepukliny mogą wymagać zastosowania odpowiedniej siatki , chociaż niektórzy chirurdzy zalecają leczenie za pomocą siatki w przypadku większości przepuklin. Najczęstszymi powikłaniami obu technik są powierzchowne zakażenia ran i nawrót przepukliny , a u niektórych osób w miejscu zabiegu operacyjnego występuje ból.